# Dasineura swainei
Dasineura swainei är en tvåvingeart som först beskrevs av Ephraim Porter Felt 1914.  Dasineura swainei ingår i släktet Dasineura och familjen gallmyggor. Inga underarter finns listade i Catalogue of Life.